# 成步堂龍一
成步堂龍一，是卡普空製作的電子遊戲系列《逆转裁判系列》的主要角色之一。截至2008年，遊戲已售出逾300萬套遊戲，成為卡普空史上第11暢銷電子遊戲。成步堂是游戏前三代的主角，第四個遊戲的可玩角色，以及遊戲五、六代的主角之一。成步堂亦在遊戲的改編漫畫中登場，並在跨界遊戲《雷頓教授VS逆轉裁判》和《终极漫画英雄VS卡普空3》中登場。

## 構想和創造
當電子遊戲製作人巧舟正在構思一個關於揭發謊言和矛盾的遊戲時，他便想到了製作一個法庭戰鬥遊戲，並隨後構思了律師成步堂龍一這一角色。
在其名字「成步堂龍一」中，「龍一」意思是「日本的龍」。而「成步堂」則取自，意思是“原來如此”。
巧舟為這角色取了這樣的名字，是為了突顯出這個角色經驗不足。雖然其名字的意思是“原來如此”，但他可能不明白案件的實際情況，突顯出他的經驗不足。另外，這句話亦經常在推理小說的偵查階段中出現，而遊戲中亦牽涉不少偵查的元素。
製作團隊為了本地化而在英文版本中將名稱改為「菲尼克斯·萊特」。在其名字中，「菲尼克斯」意思是鳳凰，因「浴火重生」聞名。這裡暗指成步堂會離去而又重新回來，以及法庭上的「逆轉」。值得注意的是，第一個遊戲的第五宗案件「復甦的逆轉」在英語的名稱為「浴火重生」（Rise from the Ashes）。而「萊特」則是一個雙關語，與「正確」同音。（Right）。其他成步堂的英語名稱提議包括「科爾」（Cole）和「威爾頓」（Wilton），但製作團隊最終選擇了菲尼克斯。而其外號「尼克」（Nick）則因與「菲尼克斯」讀音相近而獲得。

## 特點和背景
在《逆轉裁判》中，成步堂是一個新手律師，並通常會接手謀殺案件。當時，他被描述為“愚蠢和專一的”，並不時遇上不尋常的情況。在證據不足的情況下，成步堂會利用其偵探技能調查不同地方，並搜羅證據。
當他還是小學生的時候，他被控盜取同學御劍怜侍的午餐費。由於他的學校較小，所以老師舉辦了一個審訊。在審訊中，矢張政志和御劍怜侍出來捍衛成步堂。最終，成步堂「獲判無罪」，而三人亦從此成為了朋友。成步堂因此事立志成為一個辯護律師。在成年後，成步堂才發現原來犯人是矢張政志。
當他入讀勇盟大學藝術系三年級時，他成為一宗謀殺案的嫌疑犯，而律師綾里千尋協助成步堂獲判無罪。成步堂因此在通過司法考試後加入了綾里千尋的事務所。在千尋被殺後，成步堂便接管了其事務所。多年後，他因呈交偽造的證物而被撤銷律師執照，而被告亦因此逃走。他收養了被告的女兒美貫，並開設了人才中介事務所。他招募了王泥喜法介加入事務所，而王泥喜法介亦還了成步堂一個清白的名聲。在重新獲得律師執照後，他便再次回到法庭。

### 個性
成步堂在系列作之中很少表現出憤怒的模樣，除非檢察官作出隱瞞證據與竄改證言的行為。
若由玩家視角來看，成步堂是個內心吐槽慾豐富的人，他同時還扮演系列中的裝傻角色。
前幾作中由於還是新人，遇到與料想中不同的事故時很容易因此緊張而毫無頭緒，還會依賴老師千尋的指導與建言。到了5代時，由於經歷過諸多大風大浪，已不像前三作那樣容易驚慌失措，並能良好的引導身為新手的王泥喜與心音。

## 亮相

### 《逆轉裁判系列》
在《逆轉裁判》中，成步堂要面對啟蒙導師及同伴綾里千尋的逝去 。之後，他獲聘為多宗謀殺案被告進行辯護。遊戲中主要對立檢察官為御劍怜侍。
在《逆轉裁判2》中，成步堂要為綾里千尋的妹妹，通靈師綾里真宵進行辯護。期間，他獲得能夠讓人看到別人說謊的勾玉。遊戲中主要對立檢察官為狩魔冥。
在《逆轉裁判3》中，大學時期的成步堂成為一宗謀殺案的嫌疑犯，而律師綾里千尋協助成步堂脫罪。最終，犯人是成步堂的女朋友，美柳千奈美。遊戲中主要對立檢察官為戈德，而戈德正好曾被美柳千奈美所陷害。
在《逆轉裁判4》中，成步堂因呈交偽造的證物而被撤銷律師執照。七年後，他招募了王泥喜法介加入其事務所。後來，成步堂使用梅森系統解釋過去所發生的事。遊戲中主要對立檢察官為牙琉響也。
在《逆轉裁判5》中，成步堂重新獲得律師執照，並招募了希月心音加入其事務所。他們一起結束了「法律界的黑暗時代」。遊戲中主要對立檢察官為夕神迅。
在《逆轉裁判6》中，因要接修行結束的真宵回日本而來到克萊因王國，以律師身分掀起一波風雲。遊戲中主要對立檢察官是那由他·薩多瑪迪。

### 其他
成步堂曾在黑田健二的改編漫畫中出現。該漫畫是由前川一夫繪畫，讲谈社出版。在美國，這套漫畫系列是由讲谈社USA出版。另一部改編漫畫則是由Del Rey在美國出版。
格鬥遊戲《龍之子VS. CAPCOM 終極明星戰》的開發者希望能將成步堂和狩魔冥加進遊戲中，但在設計其代表動作（用手指指著別人）以外的其他動作時遇到了困難。雖然他們想到利用「異議！」作為攻擊動作，但最後因進行本地化時無法將日語版本的四個字（異議あり！）改為英語版本的九個字（Objection!），故放棄加入成步堂這一角色。《Marvel vs. Capcom 3：兩個世界的命運》的開發者亦曾考慮將成步堂加進遊戲中，並會讓御劍怜侍在結局亮相。最終，成步堂成為《Ultimate Marvel vs. Capcom 3》的可玩角色。他的戰鬥方式包括搜集證物作攻擊用或用作發動特技。
在逆轉裁判系列中，成步堂曾在主角為御劍怜侍的外傳《逆轉檢事》中亮相。其助手綾里真宵和真宵的親戚綾里春美亦曾在遊戲中亮相。他們在第三宗案件中出現，並且正在乘船。成步堂和真宵亦在《逆轉檢事2》中亮相。除此以外，他亦在由Level-5開發的遊戲《雷頓教授VS逆轉裁判》中出現。
成步堂、狩魔冥、綾里千尋和御劍怜侍也是卡片戰鬥遊戲《SNK VS CAPCOM - 卡片战士冲击》中的角色卡片。

## 評價
大部份評價均認為成步堂龍一是一個符合現實和討人喜歡的遊戲角色。但是，較年長的成步堂卻被批評為「孤傲和高深莫測的」。批評者更指出「他的性格發展……已經丟失了。」GameDaily將成步堂列為「卡普空第八大角色」，其理由為他能在面對困難時堅持下去。他們亦將他列為「25個遊戲帥哥」中的第20位。他們更將其髮型列為一“遊戲中最怪異的髮型”之一。《任天堂力量》則將其列為「第10喜愛英雄」，並指出「雖然律師通常會得到一個壞名聲，但成步堂是一個會為無罪者進行辯護的人」。
於2009年，GameSpot把成步堂列為其中一個「史上最偉大的遊戲英雄」候選人。他在《Ultimate Marvel vs. Capcom 3》中的亮相亦廣受好評，其中英國《地铁报》 GameCentral更將其稱為「表演中的明星」。於2012年，GamesRadar將其列為「最佳遊戲英雄」第55位，而UGO Networks則於2010年將其列為「最佳娛樂產品英雄」第57位。
逆轉裁判亦有一個改編音樂劇《逆转裁判复苏的真实》。該音樂劇是由寶塚歌劇團演出，其中成步堂一角是由蘭壽Tomu飾演。該音樂劇的續作，《逆转裁判2》，在第一集於發售首日售罄後便開始製作。
成步堂的風格主義，如用食指指著別人和大喊「異議！」，已變得廣為人知。部份動畫更模仿這些動作，其中包括《涼宮春日系列》、《吊带袜天使》和《瑪莉亞†狂熱》。
另外，視覺小說《海貓悲鳴時》的角色右代宮戰人亦會不時用食指指著別人，和成步堂的動作非常相似。

## 外部連結
- 互联网电影数据库上成步堂龍一的资料
- 成步堂龍一在視覺小說數據庫的頁面（英文）